# Coptochirus perlucidus
Coptochirus perlucidus är en skalbaggsart som beskrevs av Bordat 1989. Coptochirus perlucidus ingår i släktet Coptochirus och familjen Aphodiidae. Inga underarter finns listade i Catalogue of Life.